# Део
Деян Геодаров Славчев, по-известен като Део, е български телевизионен водещ. Водил е музикалното предаване „Джубокс“ по БНТ 1, както и „Джубокс: любовни квартири“, „Рекламна пауза“ и „Големите 10“ по същата телевизия. Води предаването „Това го знае всяко хлапе“ заедно с Димитър Павлов. Води тиражите на „Спорт Тото“ по bTV и БНТ.

## Биография и творчество
Деян Славчев е роден на 7 октомври 1975 г. Завършва руска филология в СУ „Климент Охридски“. Като студент започва да работи като сервитьор, а по-късно става барман. Няколко години се занимава с тази професия.
Печели конкурс за водещи в предаването Джубокс, който се провежда в заведението, където работи. Играе в спектакъла „Кислород“ в „Театър 199“.
През 2004 г. Део започва връзка с певицата Лора Караджова, с която в края на 2012 г. се разделят.
През 2004 играе главната роля в българския филм Бунтът на L. като част от снимките са в град Балчик.
От 2005 е водещ в „Рекламна пауза“ – предаване, което показва реклами от цял свят.
Впоследствие става водещ в „Джубокс: Любовни квартири“, където събира двойки
През 2008 се снима отново във водеща роля на филма „Прогноза“, режисиран от Зорница София.
Део побеждава в благотворителното шоу на Нова Телевизия Vip Brother 3 на 10 май 2009 г.
Изпълнява сингъл с Д-2, а по-късно издава свой собствен албум – „Това съм аз (заедно с Д-2)“.
Есента на 2011 Део се завръща като водещ на шоу в телевизионния ефир – „X Factor“ по Нова тв.
През пролетта на 2013 г. участва в танцувалното риалити Dancing Stars. Там отпада на полуфинала. След участието си, а и по време на шоуто, той се сближава с Елена Добрикова. Малко след това те се разделят, а после се среща с Мариана Станчева, с която имат син, Борислав.
През 2015 година Део става новото лице на предаването, в което се теглят тиражите на Тото 2 и Втори Тото шанс.